# Consolida tenuissima
Consolida tenuissima là một loài thực vật có hoa trong họ Mao lương. Loài này được (Sm.) Soó mô tả khoa học đầu tiên năm 1922.